# Rodrigo González (triatleta)
Rodrigo González (14 de dezembro de 1989) é um triatleta profissional mexicano.

## Carreira

### Rio 2016
Rodrigo González competiu na Rio 2016, não completando a prova.